# Vèzot HaBerakha
VèZot HaBerakha ou V'Zos Habrokho selon la prononciation ashkénaze (וזאת הברכה — héb. pour “[Et] voici la bénédiction,” les premiers mots de la parasha) est la 54e et dernière section hebdomadaire du cycle annuel de lecture de la Torah, la onzième et dernière du Livre du Deutéronome.
Elle correspond à Deutéronome 33:1-34:12. Les Juifs de la Diaspora la lisent généralement en septembre ou en octobre, toujours lors de la fête de Sim'hat Torah.

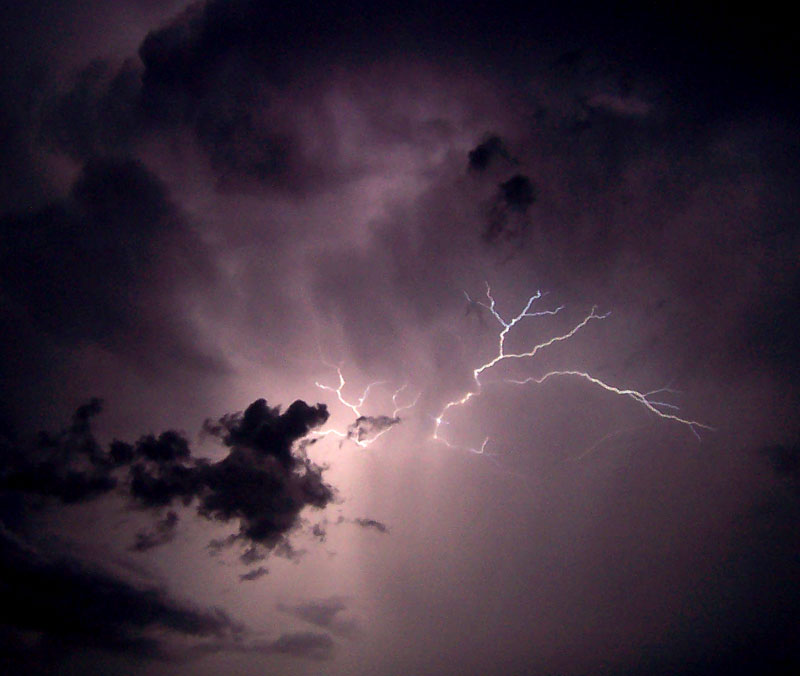
« YHWH […] a quitté les saintes myriades qui L'entourent, dans Sa droite une loi de feu, pour eux (Deut. 33:2). »

## Résumé
De même que Jacob lorsqu'il sentit sa fin approcher, Moïse bénit une dernière fois les tribus d'Israël, selon des formules parallèles mais non identiques, en évoquant de nombreuses fois la fin des temps.
Dieu permet à Moïse d'apercevoir les divers territoires de la Terre Promise du haut du mont Nébo. Enfin, Moïse meurt dans un baiser divin, en un lieu inconnu. Josué lui succède. La Torah s'achève sur le témoignage que nul prophète ne s'est plus levé en Israël qui ait atteint le niveau de Moïse.

### Divisions de la parasha lors de la lecture complète
La lecture de la parasha à la synagogue le sabbath est traditionnellement divisée en sept sections, pour lesquelles un membre différent de la congrégation est appelé à lire. La première lecture, le rishon, échoit traditionnellement à un cohen, la seconde, appelée sheni, à un levi, les suivantes à un israël (ni cohen ni levi). La septième section comporte une sous-section, le maftir, qui est lu par la personne qui lira ensuite la haftara.
Les sections de la parashat Vèzot HaBerakha sont:
- rishon:
- sheni:
- shlishi:
- revi'i:
- hamishi:
- shishi:
- shevi'i:
  - maftir:

### Divisions de la parasha lors de la lecture abrégée
Une lecture publique de la parasha fut instaurée par Ezra le Scribe le lundi et le jeudi à la synagogue. Cette lecture, sensiblement plus courte, ne comprend que trois sections, la première réservée au cohen, la seconde au levi, la troisième à un israël
- Section du cohen: Devarim[3]
- Section du levi: Devarim[3]
- Section de l'Israël: Devarim[3]

### Maqam
Un maqam est un système de modes musicaux utilisé dans la musique arabe mélodique classique. Les juifs originaires des pays orientaux (Afrique du Nord, Syrie) s'en sont inspirés, et adaptent la mélodie de la liturgie du Shabbat en fonction du contenu de la parasha de cette semaine. Ils emploient 10 maqam différents, possédant chacun son usage propre.
Le maqam utilisé lors du sabbath au cours duquel on lit la parashat Vèzot HaBerakha est le Maqam Ajam, marquant le festival de Sim'hat Torah.

## Commandements
La Torah comporte, selon la tradition rabbinique, 613 prescriptions. Différents sages ont tenté d'en établir un relevé dans le texte biblique.
Selon deux de ces computs les plus célèbres, le Sefer Hamitzvot de Moïse Maïmonide et le Sefer HaHinoukh, la parashat Vèzot HaBerakha ne comporte aucun commandement.

## Haftara
La haftara est une portion des livres des Neviim ("Les Prophètes") qui est lue publiquement à la synagogue après la lecture de la Torah. Elle présente généralement un lien thématique avec la parasha qui l'a précédée.
La haftara pour la parashat Vèzot HaBerakha est:
- pour les juifs ashkénazes: Josué 1:1-1:18;
- pour les juifs sépharades: Josué 1:1-1:9.

La haftara poursuit le récit de la parasha, et inaugure les Livres prophétiques comme la parasha concluait la Torah. La parasha (Dt 34,5) et la haftara (Jos. 1,1) mentionnent toutes deux la mort de Moïse. L'encouragement à Josué, « sois fort et résolu » ( ) fait écho aux paroles de Dt 31,23).